# Cleberson Luis Marques
Cleberson Luis Marques (* 4. Juli 1984 in Orlândia, São Paulo) ist ein ehemaliger brasilianischer Fußballspieler.

## Karriere
Cleberson begann seine Karriere 2002 beim Zweitligisten União São João EC. Am Ende der Série B 2003 stieg der Verein in die dritte Liga ab. 2004 wechselte er auf Leihbasis zum portugiesischen FC Porto. 2007 wechselte er zum japanischen Zweitligisten Tokushima Vortis. 2009 wechselte er zu CA Bragantino. 2010 unterschrieb er einen Vertrag beim Drittligisten Grêmio Esportivo Brasil. Danach spielte er bei Comercial FC (Ribeirão Preto), Paulista FC und SER Caxias do Sul.